# Chiesa di San Maurizio (Incudine)
La chiesa di San Maurizio è la parrocchiale di Incudine, in provincia e diocesi di Brescia; fa parte della zona pastorale dell'Alta Val Camonica.

## Storia
L'esistenza di una cappella ad Incudine è attestata a partire dall'XI secolo; essa era dotata di un portico.
L'edificio, distrutto da un'alluvione, venne ricostruito nel XIV secolo e poi nuovamente due secoli dopo, anche se nel 1563, anno della visita del Pilati, i lavori non risultavano ancora ultimati.
Dalla relazione della visita pastorale del 1580 dell'arcivescovo di Milano Carlo Borromeo si apprende che il presule, rilevando le condizioni della struttura, ordinò di restaurare la facciata, di ricostruire il tetto e di eseguire altri interventi di risistemazione.
La prima pietra della nuova parrocchiale fu posta nel 1630; l'edificio venne ultimato nel 1667 e nel 1683 si provvide a terminare il portale d'ingresso.
Il campanile venne eretto tra il 1729 e il 1731.
La chiesa fu consacrata il 2 giugno 1820 e, tra il 1894 e il 1900, fu ampliata. Venne poi restaurata nel 1946 e nel biennio 1962-63 si procedette al rifacimento del pavimento; sempre negli anni sessanta venne realizzato il nuovo altare postconciliare e, successivamente, tra il 1981 e il 1983 l'intero complesso fu interessato da un intervento di ristrutturazione.

## Descrizione

### Esterno
La facciata a capanna della chiesa, rivolta a ovest, presenta al centro il portale d'ingresso, affiancato da due semicolonne sorreggenti il timpano semicircolare spezzato, e sopra una serliana, ed è coronata dal frontone triangolare, sopra il quale vi sono dei pinnacoli.
Annesso alla parrocchiale è il campanile a base quadrata, la cui cella presenta su ogni lato una monofora affiancata da lesene ed è coronata dalla cupola a cipolla poggiante sul tamburo ottagonale.

### Interno
L'interno dell'edificio si compone di un'unica navata, sulla quale si affacciano le cappelle laterali e le cui pareti sono scandite da lesene, sorreggenti il cornicione sopra cui s'imposta la volta; al termine dell'aula si sviluppa il presbiterio a pianta rettangolare.
Qui sono conservate diverse opere di pregio, tra le quali la pala con soggetto il Martirio di San Maurizio, eseguita da Giacomo Bormini nel XVII secolo, il bassorilievo ritraente i Santi Carlo, Antonio da Padova e Antonio Abate, realizzato dalla bottega dei Fantoni, e l'altare maggiore, costruito nel 1701 da Giovan Battista Zotti.